# 第三十二航空隊
第三十二航空隊（だいさんじゅうにこうくうたい）および1942年（昭和17年）6月20に再編した第二十一航空隊（二代）（だいにじゅういちこうくうたい）、さらに昭和17年11月1日に改称した第九〇二海軍航空隊（だい902かいぐんこうくうたい）は、日本海軍の部隊の一つ。大東亜戦争序盤に南フィリピン攻略作戦に従事し、中盤より内南洋の拠点基地近海航路の哨戒に従事した。
なお、三十二空が内南洋に再編される以前に内南洋哨戒部隊として編成されていた第七航空隊→第十六航空隊（二代）、第十七航空隊および第八航空隊→第十八航空隊（二代）も併せて述べる。
隊名が類似している第三二海軍航空隊とは関連が無い。本航空隊の呼称を「第三十二海軍航空隊」、または「第三二航空隊」などとしている文献があるが、これらの呼称は誤りである。

## 沿革
ミンダナオ島を攻略する部隊は、パラオ諸島を補給基地として活動していた。パラオ出撃の際、前路哨戒はパラオに駐留する十六空が担っていた。ミンダナオ島の中枢都市ダバオの占領に成功した海軍は、ダバオを前進基地としてミンダナオ島全土の掌握に着手する。この際、上空偵察を担当する水上機偵察隊として、十六空から派遣隊6機を借り受けた。この十六空ダバオ派遣隊を正式に独立させたのが三十二空である。
- 昭和17年（1942年）

2月1日　第十六航空隊ダバオ派遣隊を独立し開隊。第三南遣艦隊附属。水上偵察機6（零式水上観測機、九四式水上偵察機）。　
3月上旬　ザンボアンガ掃討作戦に従事。
　　　　　　　　　現地邦人の監禁地点を発見、救出隊誘導を実施。
4月8日　セブ島上陸作戦支援。
　　　　　　　　　以後、ミンダナオ島・セブ島を拠点に南フィリピンの残敵掃討に従事。
6月10日　内南洋に旧十六空・旧十七空を基幹として「第二十一航空隊」（二代目）設置。
　　　　　　　　　三十二空の司令部員・基地要員はトラック島に転出、二十一空に編入。
　　　　　　　　　機体および操縦偵察要員は呉飛行場に帰還。
　　　　　　　　　※実働要員が交代していることから、「戦史叢書」では三十二空解散・二十一空新編として別系統と見なしている。
　　　　　　　　　トラック諸島・パラオ諸島・ニューギニア島・カビエン飛行場に分散配置。
8月3日　　運送船浪速丸、パラオ沖で被雷漂流。捜索・救出に従事。
　　　　　　　　　以後、パラオ派遣隊は対潜掃討に従事。
11月1日　「第九〇二海軍航空隊」に改称。
12月1日　旧十八空を編入、マリアナ派遣隊発足。
- 昭和18年（1943年）

6月21日　パラオ近海で敵潜水艦の活動が活発化。連合艦隊艦載偵察機8機を貸与。
9月30日　貸与中の連合艦隊艦載偵察機を正式に編入
　　　　　　　　　（大和・青葉・阿武隈・名取・鬼怒・球磨・川内・香椎機）。
10月1日　第八〇二海軍航空隊より二式水上戦闘機隊編入、メレヨン派遣隊発足。
　　　　　　　　　継続してトラック・パラオ・メレヨン・マリアナの哨戒に従事。
- 昭和19年（1944年）

2月17日　トラック基地、空襲で壊滅。
3月30日　パラオ基地、空襲で壊滅。
4月頃　　メレヨン基地、空襲で壊滅。
6月上旬　相次ぐ空襲により、テニアン基地壊滅。
8月1日　解隊。
実働部隊と同じく、拠点基地もろとも空襲によって撃滅された。地上戦が展開されたテニアンの要員は玉砕した。基地は破壊されたものの、トラックとパラオはかろうじて自活しながら終戦まで持ちこたえたが、メレヨン派遣隊は物資も爆撃で失い、地上戦に備えて派遣された
陸海軍将兵も併せた500人余りは餓死者が続出し、生還できたのは60名ほどでしかない。

### 主力機種
- 零式三座水上偵察機
- 零式水上観測機
- 二式水上戦闘機

### 隊司令
- 垣田照之 中佐/大佐：1942年2月1日[2] - 第二十一航空隊司令 1942年6月20日[3] - 第九〇二海軍航空隊司令 1942年11月1日[4] - 1943年7月15日[5]
- 林田如虎 中佐/大佐：1943年7月15日[5] ‐1944年7月8日[6]
- 今川福雄 中佐：1944年7月8日[6]‐1944年8月1日[7]

## 第七航空隊/第十六航空隊
南洋庁を置くパラオ諸島の防衛のため、昭和15年11月15日に第三根拠地隊が設置され、哨戒航空隊として七空を臨時編成して編入した。昭和16年4月10日の対米臨戦態勢を機に二代目十六空へと改称した。
- 昭和15年（1940年）

11月15日　臨時編成し開隊。第三根拠地隊附属。(水上偵察機10)　
- 昭和16年（1941年）

4月10日　「第十六航空隊」に改称。
12月6日　南比支援隊パラオ出航。前路哨戒。
12月8日　レガスピー攻略隊パラオ出航。前路哨戒。
12月16日　ダバオ攻略隊パラオ出航。前路哨戒。
12月下旬　6機をダバオに派遣。ミンダナオ島平定作戦に従事。
　　　　　　　　　残る4機でパラオ出入港船団を護衛。
- 昭和17年（1942年）

2月1日　ダバオ派遣隊独立。三十二空を開隊。
　　　　　　　　　十六空司令部を解散。以後、第三根拠地隊附属水偵隊として任務継続。
6月10日　「第二十一航空隊」（二代目）設置に際し編入。二十一空パラオ派遣隊に改編。
過半数を三十二空に抽出されたうえパラオへの脅威が去ったことから、残った機体は司令を欠いた附属水偵隊となった。その後は二十一空パラオ派遣隊となり、パラオ空襲で壊滅するまで出入港護衛を継続した。

### 主力機種
- 九四式水上偵察機
- 零式水上観測機
- 零式三座水上偵察機

### 隊司令
- 菅原正雄 中佐：1940年11月15日[8] ‐第十六航空隊司令 1941年4月10日[9] - 1942年2月1日[10]

## 第十七航空隊
トラック島基地防衛のため、カロリン諸島防衛隊として昭和16年8月11日に第四根拠地隊が設置され、哨戒航空隊として十七空を臨時編成して追加した。この航空隊は内南洋哨戒隊の中で最も遅く編制されたため、1桁の番号を持たない。実質的には哨戒以上に最前線の偵察行動に従事した。
- 昭和16年（1941年）

10月1日　臨時編成し開隊。第四根拠地隊附属。(水上偵察機6)　
12月3日　ウェーク島攻略作戦に備え、特設巡洋艦金龍丸・金剛丸に計4機を搭載し、クェゼリン環礁に進出。
　　　　　　　　　※クェゼリンには第十九航空隊が駐留していたが、東方海上警戒のためにウェーク作戦に投入できなかった。
12月14日　ラバウル攻略のためグリニッジ島に2機進出。
　　　　　　　　　以後、イギリス軍の爆撃が相次ぎ、グリニッジ派遣隊は消耗と補充を繰り返す。
- 昭和17年（1942年）

1月以降　トラック、ウェークおよびグリニッジに分散しつつ哨戒を継続。
2月24日　ウェーク島に敵機動部隊襲来。艦隊への接触に成功するが、千歳海軍航空隊・横浜海軍航空隊が機動部隊の追尾に失敗。
4月1日　十七空司令部を解散。以後、第四根拠地隊附属水偵隊として任務継続。
6月10日　「第二十一航空隊」（二代目）設置に際し編入。二十一空本隊に改編。
千歳空・横浜空を主軸とした長距離哨戒体制が確立したため、哨戒任務を降りてトラック出入港の護衛に専念した。壊滅は前述のとおり19年2月17日のトラック大空襲である。

### 主力機種
- 零式三座水上偵察機
- 零式水上観測機

### 隊司令
- 山本栄 中佐：1941年10月1日[11] ‐ 1942年4月1日[12]

## 第八航空隊/第十八航空隊
アメリカ領グァム島攻略・防衛のため、マリアナ諸島防衛隊として昭和15年10月1日に第五根拠地隊が設置され、哨戒航空隊として八空を臨時編成して追加した。昭和16年4月10日の対米臨戦態勢を機に十八空へと改称した。
- 昭和15年（1940年）

11月15日　臨時編成し開隊。第五根拠地隊附属。(水上偵察機6)　
- 昭和16年（1941年）

4月10日　「第十八航空隊」に改称。
11月4日　グァム島を事前偵察。
12月4日　グァム島を直前偵察。
12月8日　聖川丸水偵隊と共同でグァム島を爆撃。
- 昭和17年（1942年）

2月1日　ラバウル攻略部隊サイパン出航。前路哨戒。
　　　　　　　　　十八空司令部を解散。以後、第三根拠地隊附属水偵隊として任務継続。
12月1日　「第九〇二海軍航空隊」に編入。九〇二空マリアナ派遣隊に改編。
マリアナは後方となったため、残った機体は司令を欠いた附属水偵隊となった。その後は九〇二空パラオ派遣隊となり、テニアン地上戦で壊滅するまで出入港護衛を継続した。

### 主力機種
- 零式三座水上偵察機

### 隊司令
- 和田三郎 中佐：1940年11月15日[8] ‐ 第十八航空隊司令 1941年4月10日[9] - 1941年8月11日[13]
- 高橋農夫吉 中佐：1941年8月11日[13] ‐ 1942年2月1日[10]